# Jŏng Myŏng Do
Jŏng Myŏng Do (kor. 정명도, ur. ?) – północnokoreański polityk i czterogwiazdkowy generał (kor. 대장) Koreańskiej Armii Ludowej. Dowódca Marynarki Wojennej KAL. Ze względu na przynależność do najważniejszych gremiów politycznych Korei Północnej, uznawany za członka ścisłej elity władzy KRLD.

## Kariera
Niewiele wiadomo o karierze zawodowej Jŏng Myŏng Do przed 1997 rokiem, kiedy to został awansowany na dwugwiazdkowego generała (kor. 중장). Deputowany Najwyższego Zgromadzenia Ludowego KRLD, parlamentu KRLD, począwszy od X kadencji (tj. od lipca 1998 roku).
W grudniu 2007 roku wraz z awansem na trzygwiazdkowego generała-pułkownika (kor. 상장) objął stanowisko dowódcy Marynarki Wojennej Koreańskiej Armii Ludowej. Od tego momentu wielokrotnie pojawiał się u boku Kim Dzong Ila podczas licznych wizytacji jednostek wojskowych.
W kwietniu 2010 otrzymał stopień czterogwiazdkowego generała KAL (kor. 대장). Podczas 3. Konferencji Partii Pracy Korei 28 września 2010 roku został wybrany członkiem Centralnej Komisji Wojskowej KC PPK, najważniejszego organu Partii Pracy Korei odpowiedzialnego za sprawy wojskowe, a także po raz pierwszy zasiadł w Komitecie Centralnym.
Po śmierci Kim Dzong Ila w grudniu 2011 roku, Jŏng Myŏng Do znalazł się na 65. miejscu w 233-osobowym Komitecie Żałobnym. Świadczyło to o formalnej i faktycznej przynależności Jŏng Myŏng Do do grona ścisłego kierownictwa politycznego Koreańskiej Republiki Ludowo-Demokratycznej. Według specjalistów, miejsca na listach tego typu określały rangę polityka w hierarchii aparatu władzy.

## Odznaczenia
Kawaler Orderu Kim Dzong Ila (luty 2012).